# Джуришич, Никола
Барон Никола Джуришич (Юришич) (хорв. Nikola Jurišić); (венг. Miklós Jurisics); (ок. 1490 ― 1545) ― хорватский дворянин, офицер и дипломат.

## Ранние годы
Джуришич родился в городе Сень, Хорватия, около 1490 года.
Впервые его имя упоминается в 1522 году в качестве офицера армии Фердинанда I Габсбурга, части которой были развёрнуты в фортах Хорватии и находились в обороне, противостоя вторжению Османской империи. В то время ей правил султан Сулейман I, который вёл свои войска к Вене. Между 1522 и 1526 годами, Джуришич получил рыцарское звание.
После битвы у Мохача в 1526 году эрцгерцог Фердинанд назначил Джуришича верховным главнокомандующим вооружёнными силами на границах (supremus capitaneus, Veldhauptmann unseres Kriegsfolks wider Turken). Джуришич, в свою очередь, помог Фердинанду стать королём Хорватии во время выборов в Цетине в 1527 году. В 1530 году Джуришич был отправлен в Константинополь вести с османами мирные переговоры.

## Осада Кёсега
В 1532 году капитан Никола Джуришич командовал обороной небольшого приграничного форта Кёсег (Королевство Венгрия), имея в своём распоряжении 700—800 хорватских солдат без артиллерии и лишь с малым количеством огнестрельного оружия. Своими действиями он предотвратил наступление турецкой армии, насчитывавшей 120 000―140 000 человек, по направлению к Вене.
Существует две легендарные версии об осаде крепости.
- Согласно первой версии, после того, как Сулейман I повёл армию к Вене, Никола Джуришич и его 800 солдат откликнулись на призыв императора, чтобы защитить город. Проходя через западную Венгрию, они увидели беспомощных женщин и детей, которые укрылись в небольшом форт Кёсеге, и решили приступить к его защите. Форт находился на пути к Вене, поэтому Сулейман I решил осадить его. После трёх дней боев Джуришич писал: «…Я и 89 моих рыцарей истощены от усталости, у нас осталось мало припасов. Если мы продержимся ещё один день, это будет чудо…» Перед заключительным штурмом женщины и дети в крепости молились святому Мартину в течение двух часов. После этого турки приступили к атаке, однако отступили через десять минут и сообщили, что они видели пылающего рыцаря с огненным мечом.
- Есть версия о том, что городу предложили номинальную капитуляцию. Единственным османам, которым разрешили пройти в замок, был небольшой отряд воинов, которые подняли турецкий флаг. Сулейман начал отступление в августе после начавшихся дождей, отказавшись от наступления в сторону Вены, как планировалось ранее, и вернулся домой. Его войско задержалось почти на четыре недели, и за это время в Вене смогли собраться многочисленные силы австрийцев, противостоять которым султан не желал. Благодаря героизму Николы Джуришича и его воинов Вена была спасена от осады.

## Поздние годы
После битвы при Горжани в 1537 году, Джуришич снова был назначен supremus capitaneus Славонии и Нижней Австрии. В 1540 году он был назначен capitaneus Крайны.
Последние годы своей жизни он провёл при венском дворе, будучи тайным советником. Умер в Кёсеге, Венгрия, в 1545 году.